# Oleg Jurjevics Atykov
Oleg Jurjevics Atykov (oroszul: Олег Юрьевич Атьков) (Hvorosztyanka,  1949. május 9. –) szovjet űrhajós.

## Életpálya
1966-tól különböző egészségügyi intézetekben dolgozott. 1973-ban Moszkvában az Ivan M Szecsenov orvosi egyetemen szerzett diplomát. 
1975-től  a hosszú távú űrszolgálatot végrehajtott űrhajósok kardiovaszkuláris rendszeréről készített tanulmányokat. 1978-ban az orvostudományok kandidátusa, kardiológiából védte meg címét. 1978-tól kutatósegéd, 1982-től vezető kutatósegéd a Szovjetunió központi kardiológiai klinikáján. 1983. március 9-től részesült űrhajóskiképzésben. Összesen 236 napot, 22 órát és 49 percet töltött a világűrben Űrhajós pályafutását 1984. október 2-án fejezte be. 1986-ban az orvostudományok doktora. 1987-től az irányítása alatt kidolgozott új módszereket kezdték alkalmazni országszerte.  1991-től az orvosi tudományok professzora, az orvosi egyetem oktatási, kutatási, eszközfejlesztési részlegének vezetője. 1989-től 1996-ig Strasbourgban a nemzetközi űregyetem professzora, a tanszék vezető beosztású orvosa. 2000-től orvosi szakértő az Európai Bizottságnál. 2003-tól az Oroszországi Föderáció miniszteri irányítású közegészségügy szolgálatának vezetője. 2005-től a központi egészségügyi vállalta vezetője.

## Űrrepülések
- A Szojuz T–10 fedélzetén kutató orvosként érkezett a Szaljut–7 űrállomásra, és
- a Szojuz T–11 fedélzetén érkezett vissza a Földre.

Bélyegen is megörökítették az űrrepülését.

## Kitüntetések
Megkapta a Szovjetunió Hőse és a Lenin-rend kitüntetést.